# Munna wolffi
Munna wolffi is een pissebed uit de familie Munnidae. De wetenschappelijke naam van de soort is voor het eerst geldig gepubliceerd in 1974 door Fresi & Mazzella.